# Třebeň
Obec Třebeň (německy Trebendorf) se nachází v okrese Cheb v Karlovarském kraji, 6 km severně od Chebu. Žije zde 459 obyvatel. Třebeň je členem Svazku obcí Kamenné Vrchy.
Obec Třebeň leží na katastrálních územích Doubí u Třebeně, Dvorek, Horní Ves u Třebeně, Chocovice, Lesina, Nový Drahov, Povodí, Třebeň, Vokov u Třebeně.

## Historie
První písemná zmínka o obci pochází z roku 1208, kdy se uvádí v majetcích Bedřicha z Waldthurmu, který ji v tomto roce směnil za jiné statky s cisterciáckým klášterem ve Waldsassenu.
Větší část vsi patřila klášteru ve Waldsassenu, čtyři poddanské dvory v ní pak drželi Rohrerové. Roku 1339 je prodali témuž klášteru. V průběhu druhé poloviny 14. století se dostala ves několikrát do zástavy jiným držitelům, klášter ji však vždy získal zpět. Nakonec se tak stalo listem císaře Zikmunda z roku 1434. V období 15. až 17. století drželo obec několik chebských měšťanských rodin. Později koupilo část obce město Cheb, větší část však nadále držel klášter ve Waldsassenu. V vlastnictví kláštera zůstala Třebeň až do 19. století.
Po roce 1945 došlo k odsunu německého obyvatelstva a po vysídlení německých obyvatel došlo jen k částečnému dosídlení českými obyvateli. Během následných let bylo historické jádro vsi poznamenáno nevhodnými zásahy. Byly zbořeny některé usedlosti, zanikly hospodářské dvory a větší část drobnější zástavby v okrajových částech.

## Zástavba
Obec má dvorcový půdorys, typický pro menší sídla v severní části Chebské pánve, v širším okolí Františkových Lázní. Jádrem a dominantou obce je kostel, původně obklopený velkými usedlostmi. Menší zástavba vznikla především v dolní části. Přes narušení po druhé světové válce stále představuje poměrně významný celek mladší chebské lidové architektury. Dochovala zejména mohutná usedlost čp. 19. Po obvodu dvora stojí velký patrový klasicistní dům s kamennými římsami oken. Vesnice byla v minulosti navržena k prohlášení za vesnickou památkovou zónu, k realizaci tohoto záměru ale nedošlo.

## Přírodní poměry
Obec leží v ploché až mírně svažité krajině severní části Chebské pánve. Geologické podloží tvoří písky, jíly, štěrkopísky vildštejnského souvrství třetihorního stáří. Okolní zemědělská krajina nemá výrazné morfologické prvky, výjimkou jsou rašeliniště v Národní přírodní rezervaci Soos, která svým jižním okrajem zasahují do severní části obce. Obcí protéká krátký bezejmenný potok, který se po soutoku s Doubským potokem vlévá asi po 1,5 km do Ohře.

## Obyvatelstvo
Při sčítání lidu v roce 1921 zde žilo 263 obyvatel, až na devět cizozemců všichni německé národnosti. Všichni obyvatelé až na dva evangelíky se hlásili k římskokatolické církvi.
| Rok            | 1869 | 1880 | 1890 | 1900 | 1910 | 1921 | 1930 | 1950 | 1961 | 1970 | 1980 | 1991 | 2001 | 2011 |
| -------------- | ---- | ---- | ---- | ---- | ---- | ---- | ---- | ---- | ---- | ---- | ---- | ---- | ---- | ---- |
| Počet obyvatel | 191  | 224  | 227  | 253  | 278  | 263  | 254  | 61   | 73   | 51   | 118  | 173  | 184  | 202  |
| Počet domů     | 27   | 30   | 32   | 26   | 26   | 26   | 28   | 21   | 85   | 11   | 27   | 42   | 43   | 51   |

| Rok            | 1869  | 1880  | 1890  | 1900  | 1910  | 1921  | 1930  | 1950 | 1961 | 1970 | 1980 | 1991 | 2001 | 2011 |
| -------------- | ----- | ----- | ----- | ----- | ----- | ----- | ----- | ---- | ---- | ---- | ---- | ---- | ---- | ---- |
| Počet obyvatel | 1 321 | 1 533 | 1 377 | 1 274 | 1 326 | 1 285 | 1 455 | 513  | 453  | 376  | 391  | 321  | 547  | 388  |
| Počet domů     | 150   | 174   | 174   | 157   | 158   | 167   | 178   | 163  | 85   | 69   | 88   | 99   | 102  | 115  |

## Doprava
Obcí prochází silnice III. třídy spojující Sokolov s Františkovými Lázněmi, u severního okraje obce je zastávka Třebeň na železniční trati Cheb – Luby u Chebu.

## Pamětihodnosti
- Gotický kostel svatého Vavřince,
- fara,
- sloup se sochou Panny Marie,
- krucifix
- obnovený pomník padlých z 1. světové války.

## Části obce
- Třebeň
- Doubí
- Dvorek
- Horní Ves
- Chocovice
- Lesina
- Lesinka
- Nový Drahov
- Povodí
- Vokov

V letech 1850–1909 k obci patřily i Dlouhé Mosty, Jindřichov a Tršnice.

## Galerie

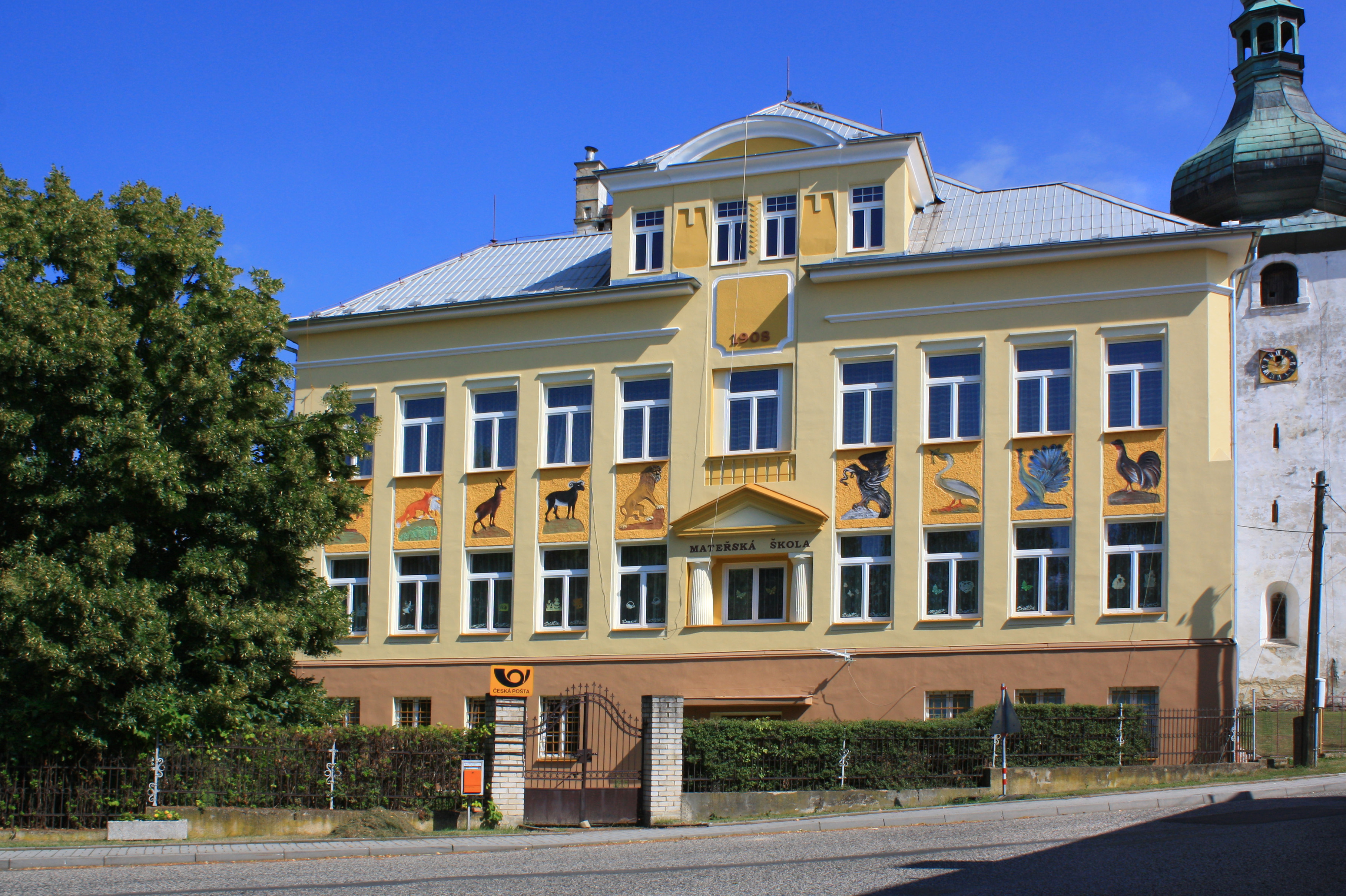
Mateřská škola
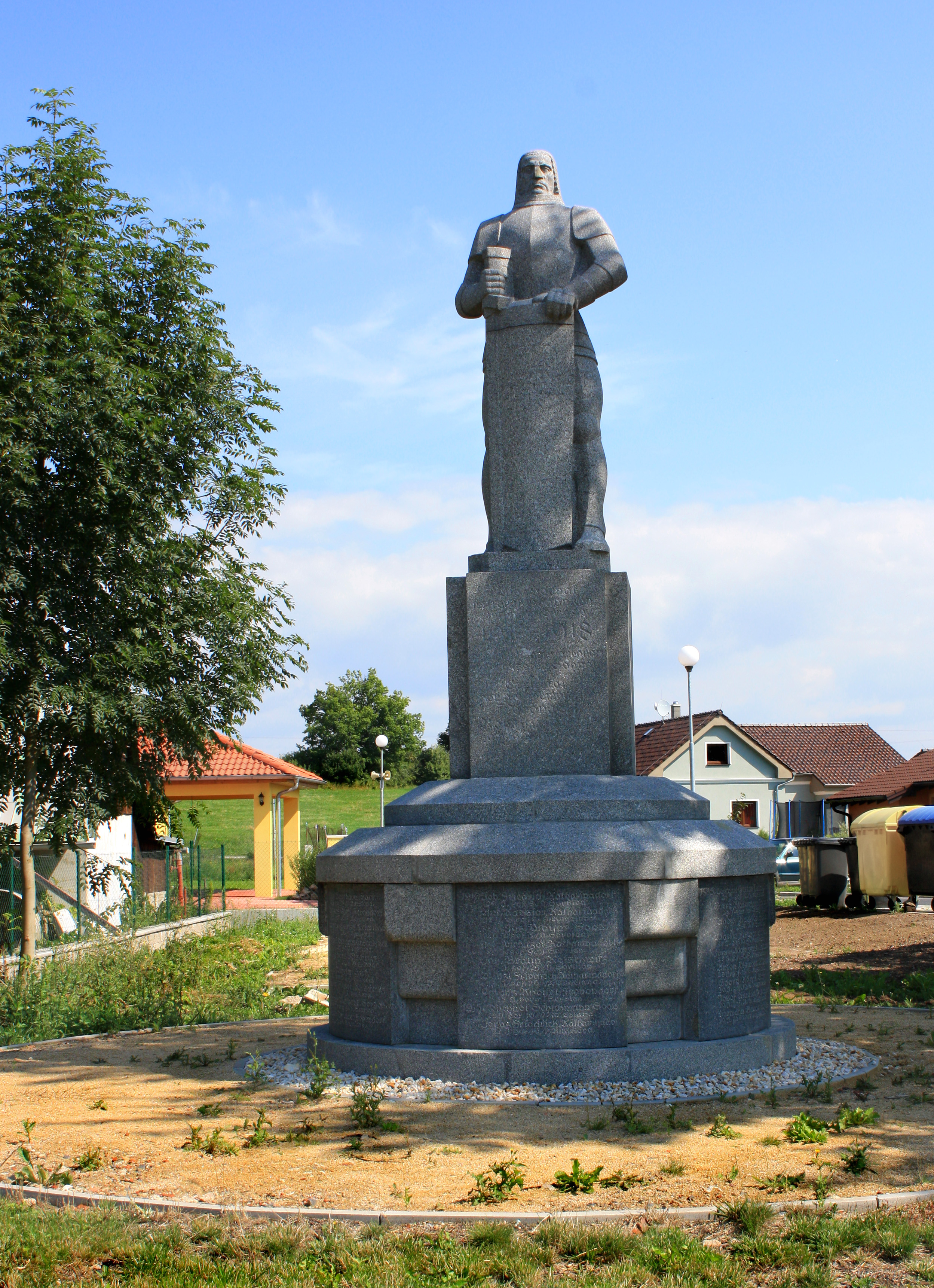
Obnovený památník obětem první světové války
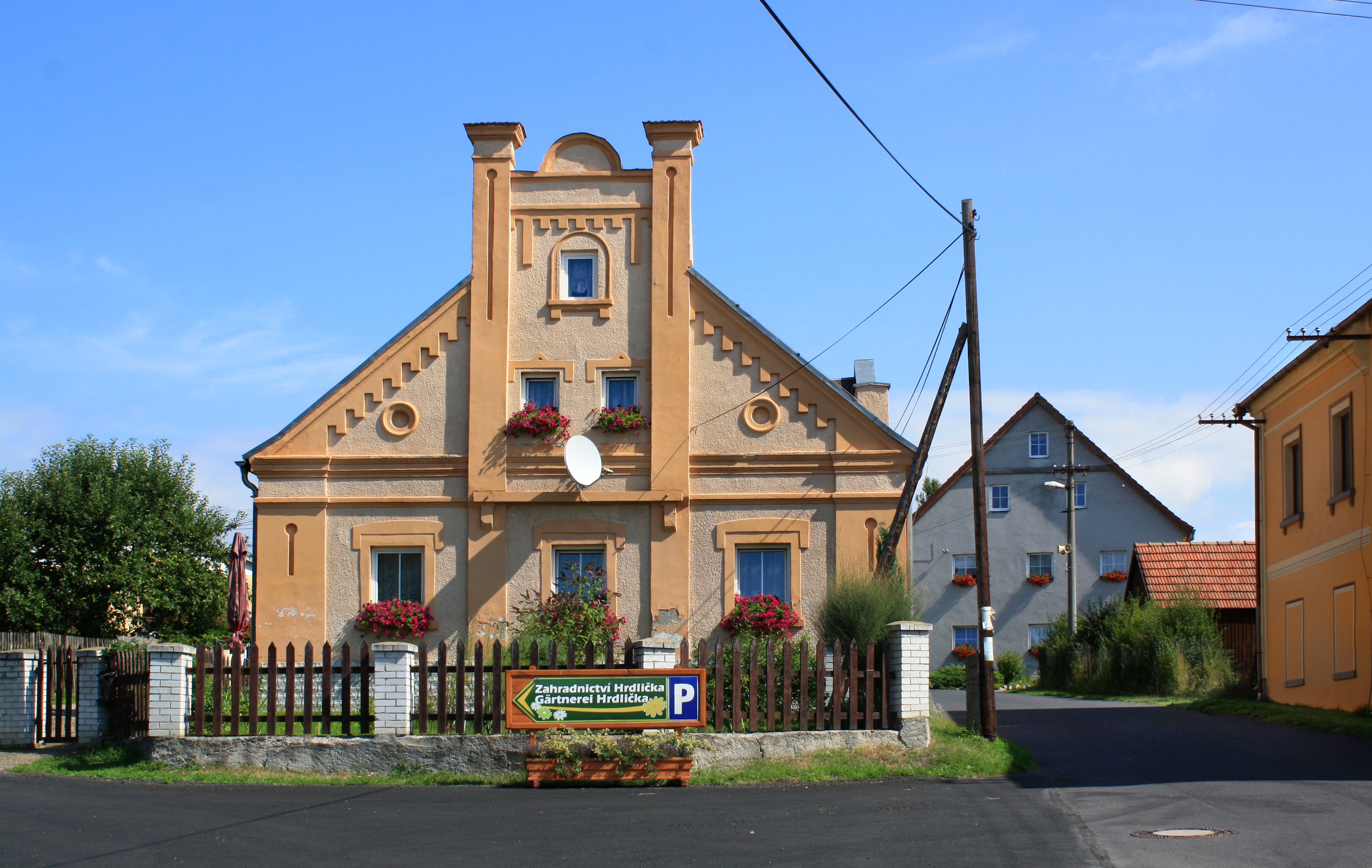
Historizující dům ve středu obce
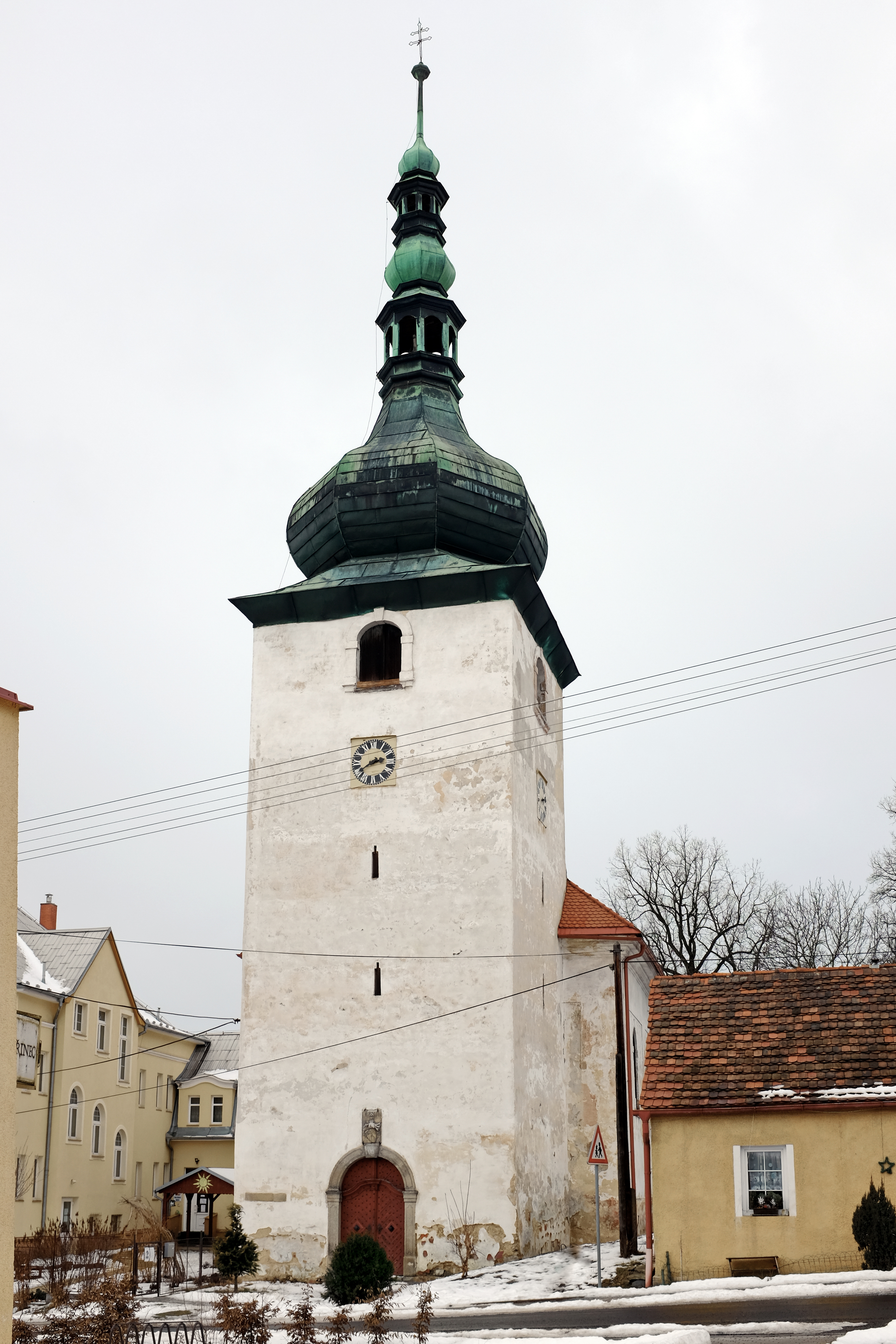
Kostel svatého Vavřince